# Zayd ibn Arqam
Zayd ibn Arqam (in arabo زيد بن أرقم‎?; La Mecca, ... – 688) è stato un Sahaba arabo.
Chiamato anche Zayd al-Khayr (ossia "Zayd il Migliore" per distinguerlo da altri Zayd), subito dopo la sua conversione, volle partecipare alla Battaglia del Fossato del 627. In seguito prese parte ad altre battaglie ma non volle prestare giuramento di fedeltà (bayʿa ) ad Abû Bakr prima che lo facesse ʿAlī b. Abī Tālib; il che significa che riconobbe il primo califfo oltre tre mesi dopo la morte del profeta Maometto.
Viene ricordato per aver trasmesso un certo numero di importanti ʾaḥādīth, tra cui il più rilevante è forse quello riportato da Muslim nel suo Sahīh. Definito delle "due cose importanti", esso ricorda la definizione fornita da Maometto di Gente della Casa (Ahl al-Bayt):
(Sahīh, vol. III)
anche se di grande rilievo è anche quello che riporta una frase pronunciata da Maometto presso lo stagno di Khum (ghadīr Khum), in base al quale il Profeta avrebbe esplicitamente indicato suo cugino e genero ʿAlī b. Abī Tālib come suo successore spirituale e politico, anche se non certo suo erede nella profezia, dal momento che è dogma dell'Islam che con Maometto si sia chiusa per sempre la profezia e che chiunque affermi il contrario è da considerare senz'altro eretico (kāfir ).